# Воля-Клещова
Воля-Клещова (пол. Wola Kleszczowa) — село в Польщі, у гміні Відава Ласького повіту Лодзинського воєводства.
Населення — 205 осіб (2011).
У 1975-1998 роках село належало до Серадзького воєводства.

## Демографія
Демографічна структура станом на 31 березня 2011 року:
|          | Загалом | Допрацездатний вік | Працездатний вік | Постпрацездатний вік |
| -------- | ------- | ------------------ | ---------------- | -------------------- |
| Чоловіки | 110     | 26                 | 72               | 12                   |
| Жінки    | 95      | 20                 | 53               | 22                   |
| Разом    | 205     | 46                 | 125              | 34                   |